# Sylmossa
Sylmossa (Pleuridium subulatum) är en bladmossart som beskrevs av Rabenhorst 1848. Sylmossa ingår i släktet sylmossor, och familjen Ditrichaceae. Enligt den finländska rödlistan är arten nära hotad i Finland. Arten är reproducerande i Sverige. Artens livsmiljö är diken. Inga underarter finns listade i Catalogue of Life.

## Bildgalleri

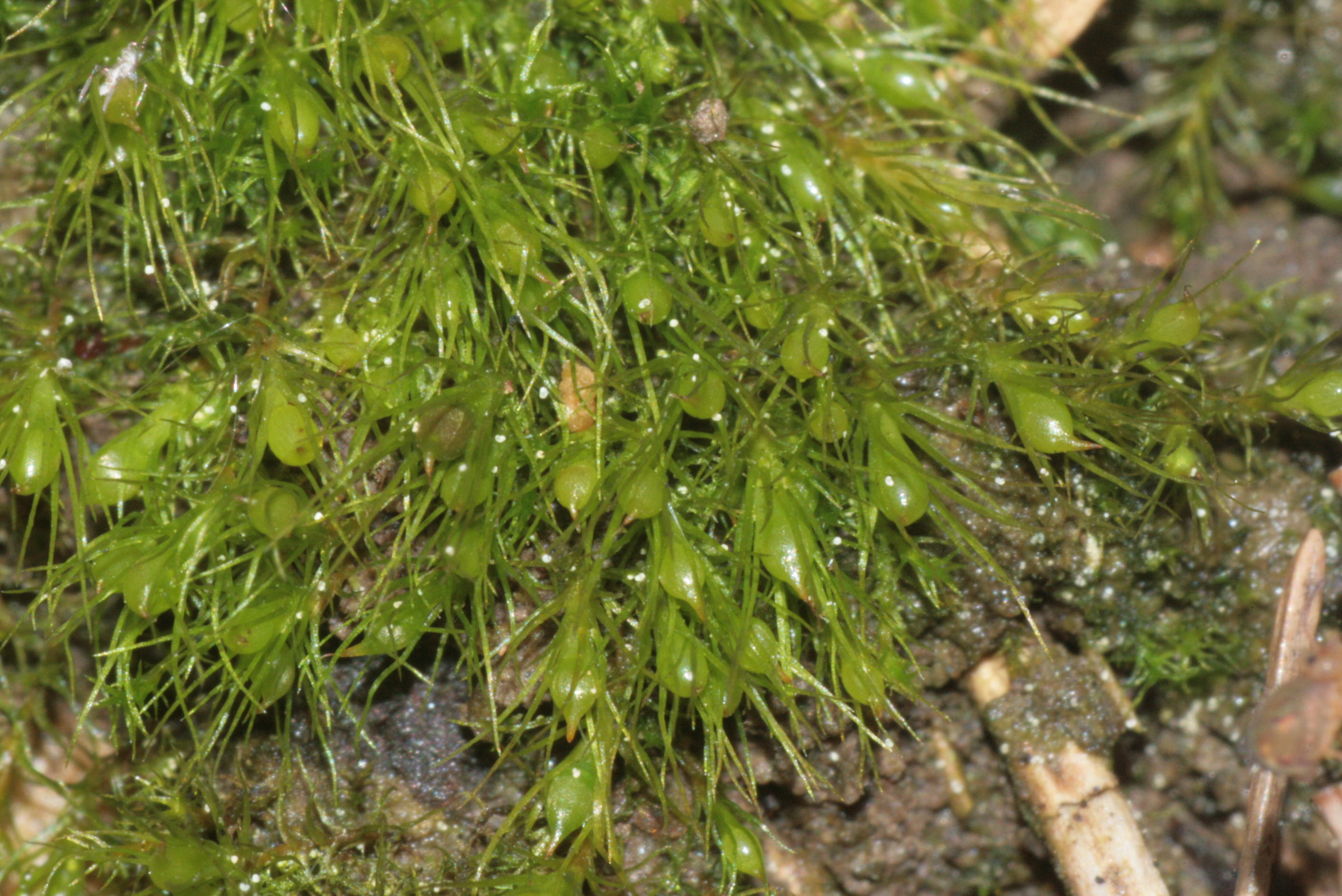
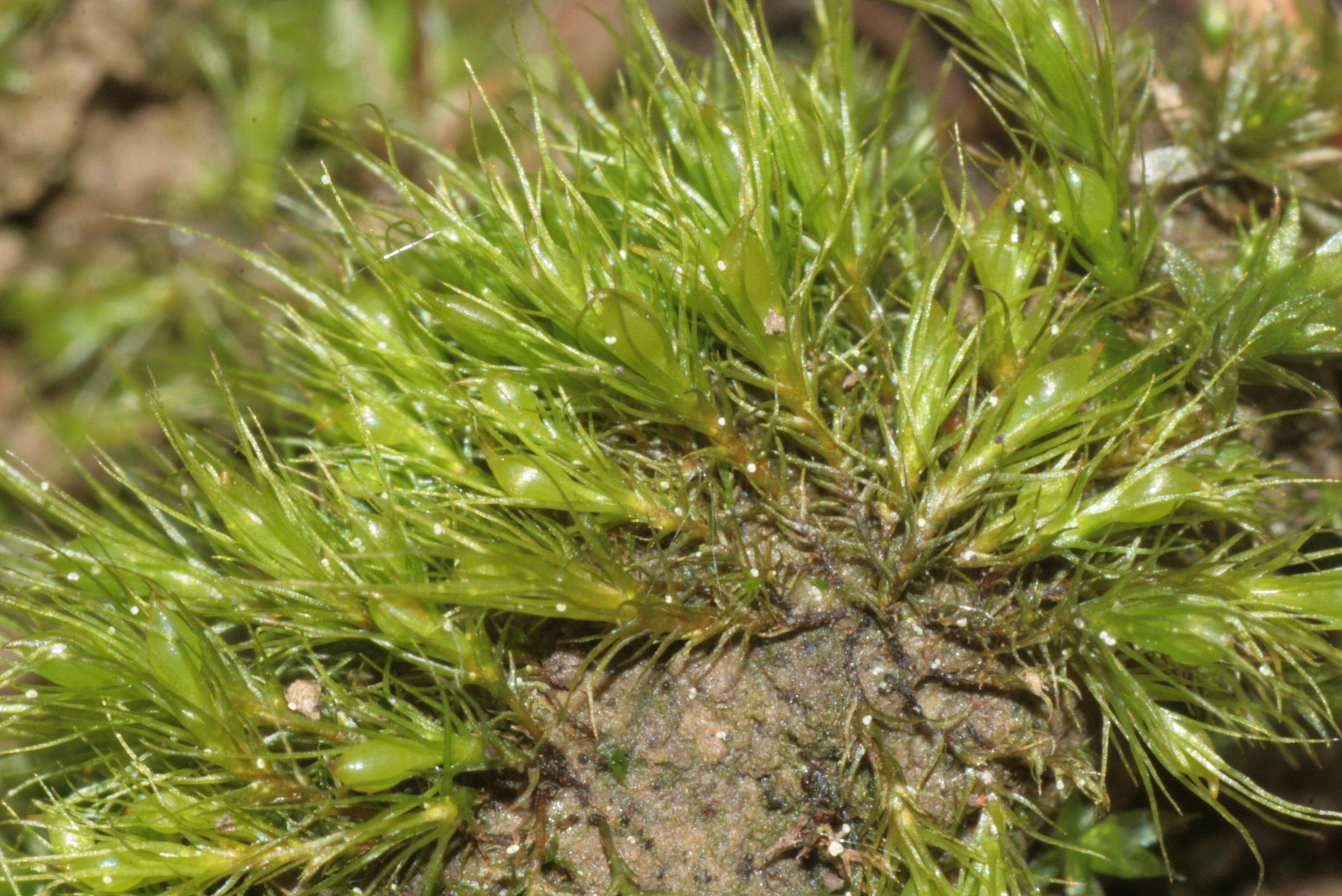
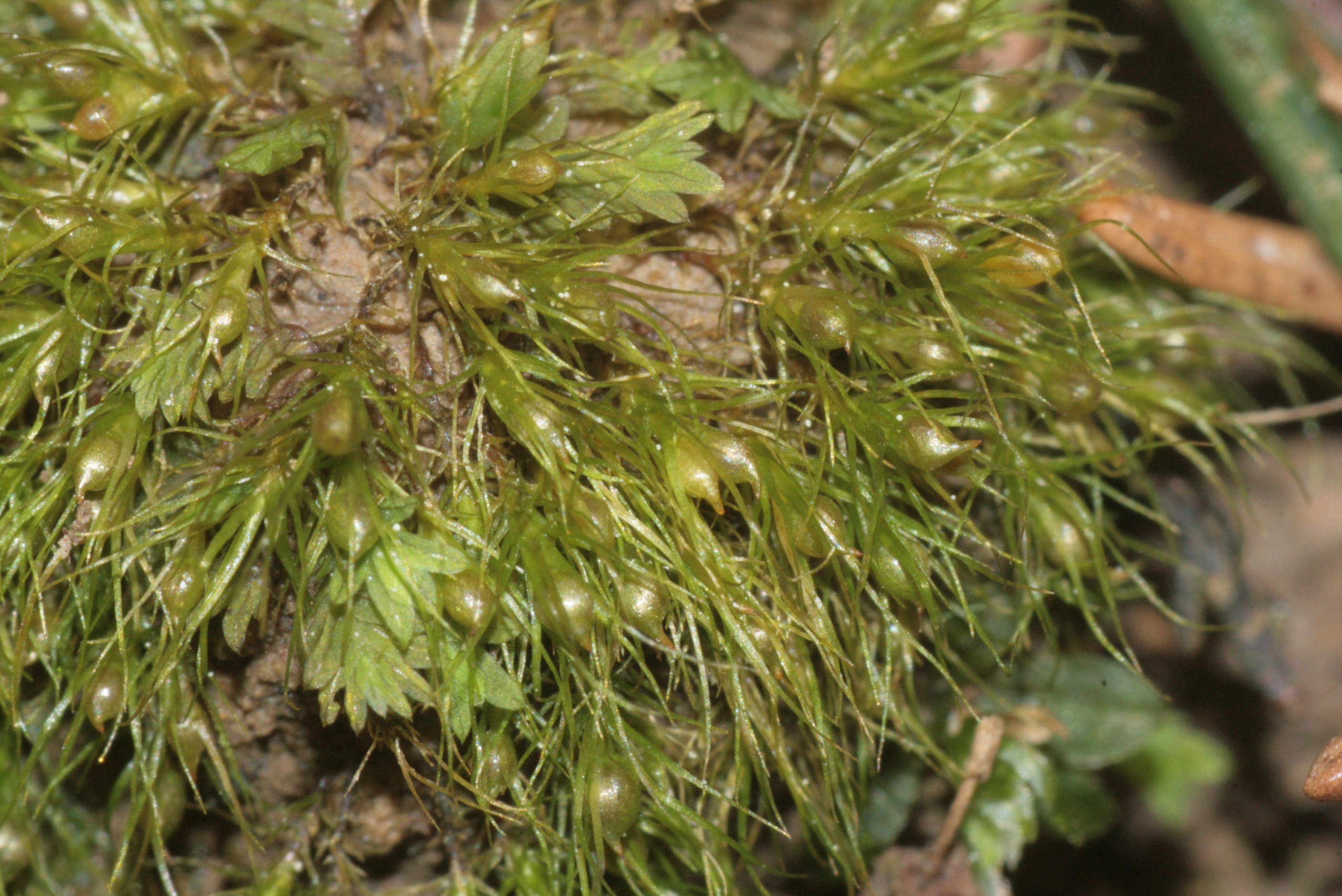
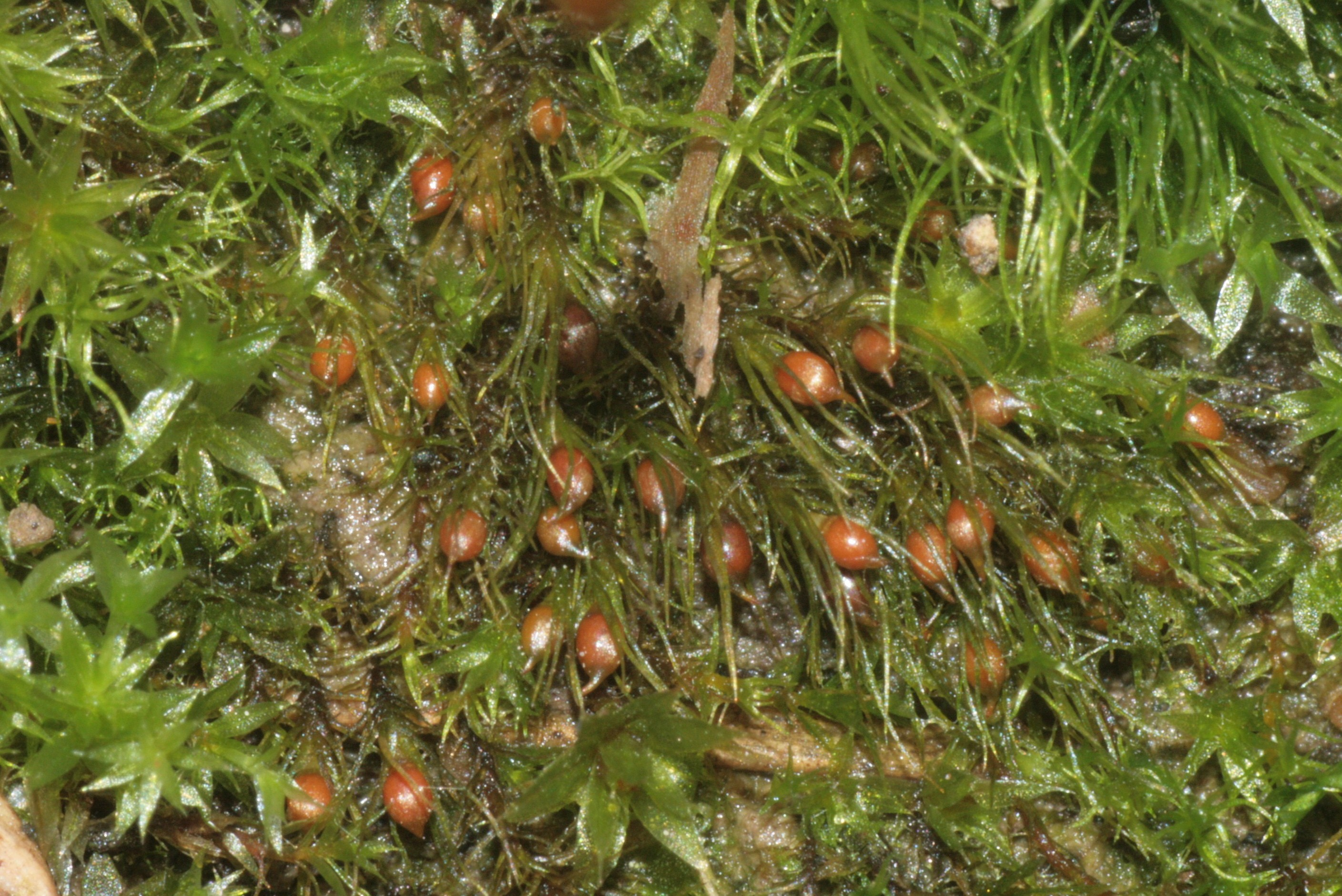
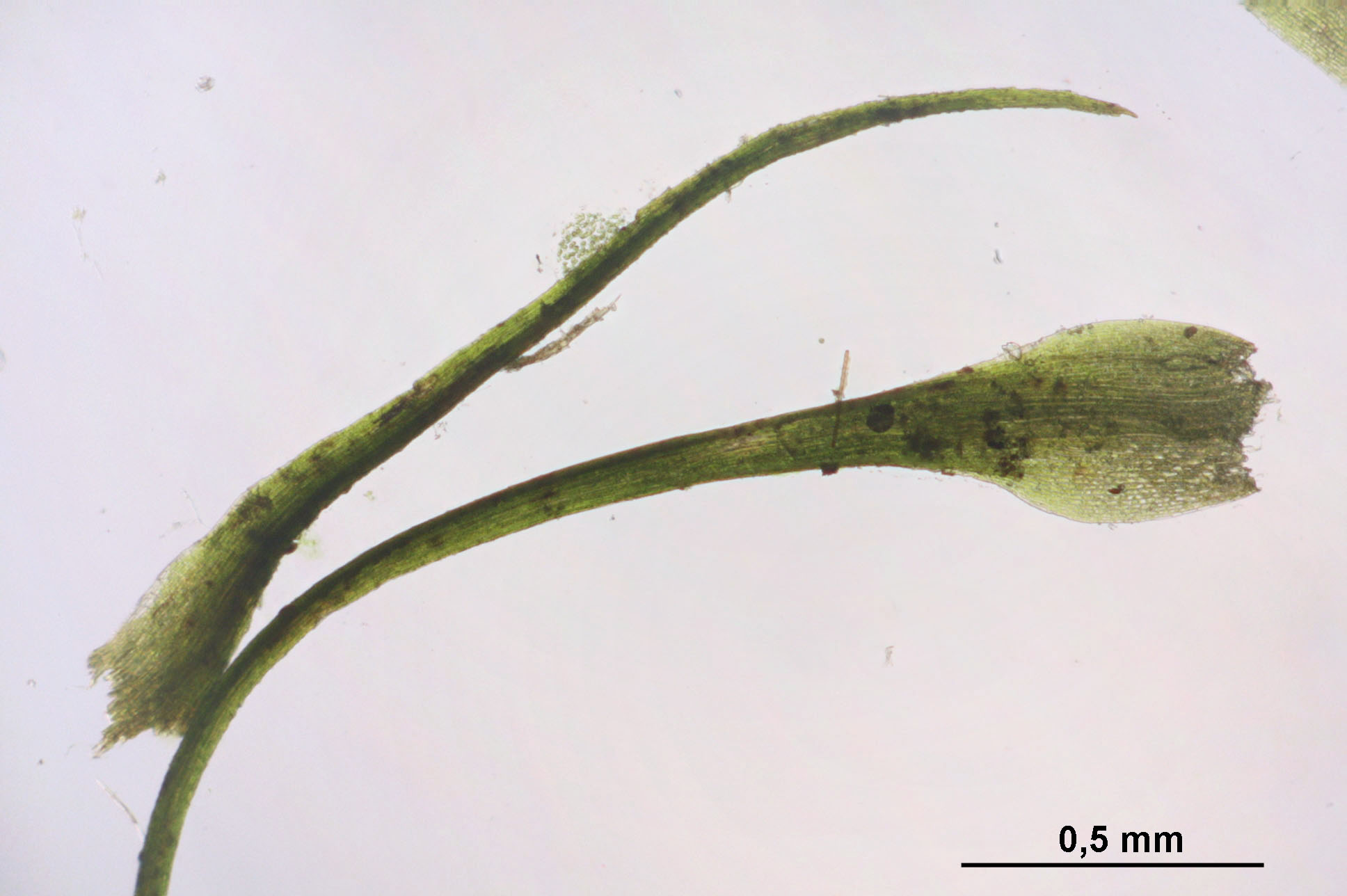
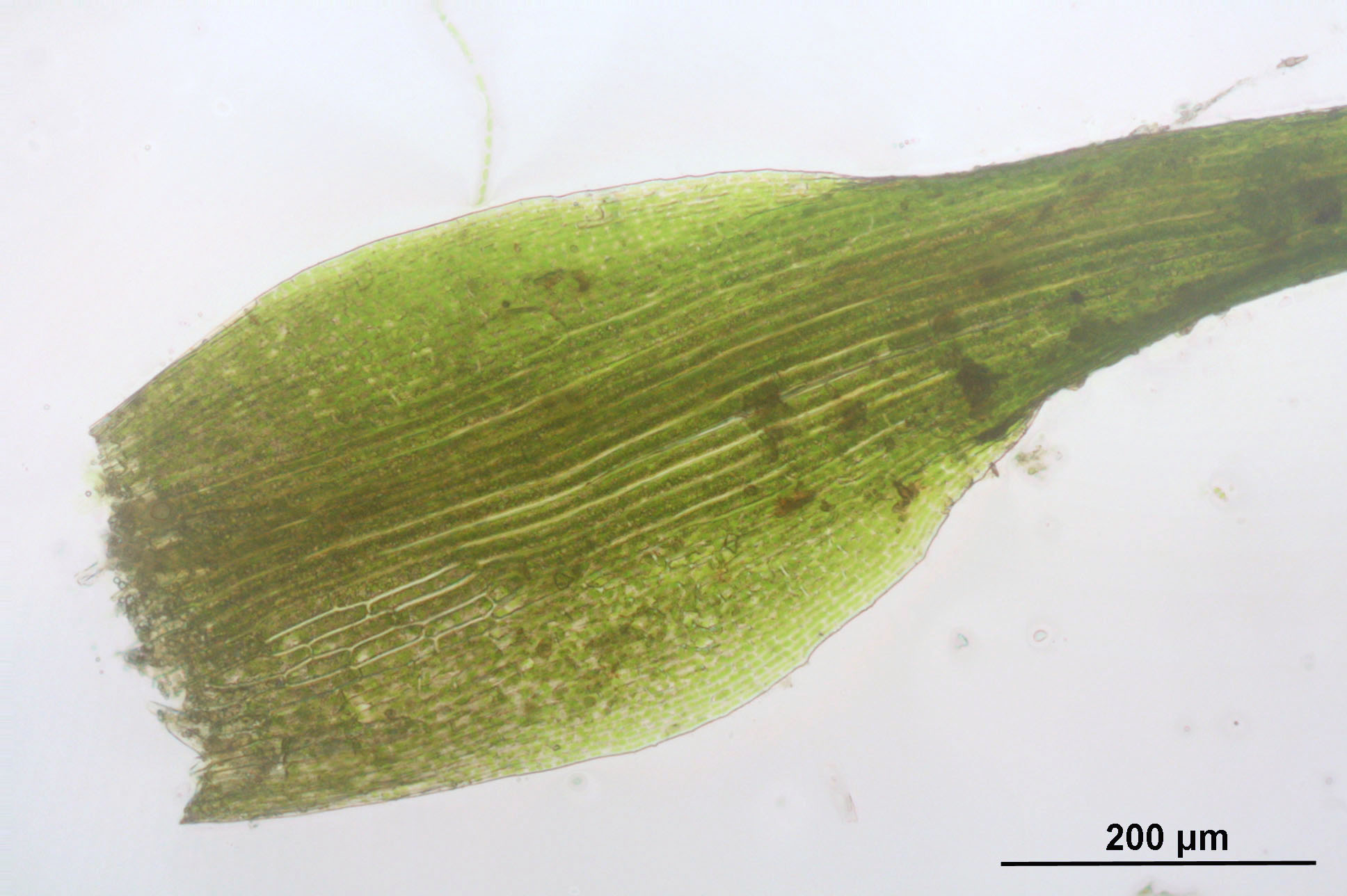